# Сан-Гонсалу (Ріо-де-Жанейро)
Сан-Гонсалу (порт. São Gonçalo) — місто, муніципалітет у Бразилії, входить до штату Ріо-де-Жанейро. Складова частина мезорегіона Агломерація Ріо-де-Жанейро. Перебуває у складі великої міської агломерації. Входить в економіко-статистичний мікрорегіон Ріо-де-Жанейро. Населення на 2012 рік становить 869 744 осіб. Займає площу 248,160 км². Щільність населення — 3.8613,57 осіб/км².

## Історія
Місто засноване 22 вересня 1890 року.

## Статистика
- Валовий внутрішній продукт на 2005 становить 6.379.169 млн реалів (дані: Бразильський інститут географії та статистики).
- Валовий внутрішній продукт на душу населення на 2005 становить 6.640,60 реалів (дані: Бразильський інститут географії та статистики).
- Індекс розвитку людського потенціалу на 2000 становить 0,782 (дані: Програма розвитку ООН).

## Географія
Клімат місцевості: тропічний.
| Клімат Сан-Гонсалу      | Клімат Сан-Гонсалу | Клімат Сан-Гонсалу | Клімат Сан-Гонсалу | Клімат Сан-Гонсалу | Клімат Сан-Гонсалу | Клімат Сан-Гонсалу | Клімат Сан-Гонсалу | Клімат Сан-Гонсалу | Клімат Сан-Гонсалу | Клімат Сан-Гонсалу | Клімат Сан-Гонсалу | Клімат Сан-Гонсалу | Клімат Сан-Гонсалу |
| Показник                | Січ.               | Лют.               | Бер.               | Квіт.              | Трав.              | Черв.              | Лип.               | Серп.              | Вер.               | Жовт.              | Лист.              | Груд.              | Рік                |
| Середній максимум, °C   | 33,4               | 32,7               | 31,8               | 31,4               | 31,3               | 31,3               | 30,6               | 33,2               | 34,3               | 34,8               | 34,8               | 35,7               | 32,9               |
| Середня температура, °C | 27,3               | 26,5               | 26,1               | 25,9               | 23,4               | 25,1               | 26,2               | 26,3               | 26,5               | 27,8               | 27,8               | 27,9               | 26,4               |
| Середній мінімум, °C    | 22,1               | 20,3               | 21,1               | 21,5               | 20,7               | 19,5               | 19,3               | 19,3               | 20,9               | 20,8               | 21,8               | 22,5               | 20,8               |
| Норма опадів, мм        | 120                | 183                | 248                | 178                | 72                 | 48                 | 23                 | 21                 | 14                 | 20                 | 23                 | 49                 | 999                |
| ----------------------- | ------------------ | ------------------ | ------------------ | ------------------ | ------------------ | ------------------ | ------------------ | ------------------ | ------------------ | ------------------ | ------------------ | ------------------ | ------------------ |
| Джерело: World Climate  |                    |                    |                    |                    |                    |                    |                    |                    |                    |                    |                    |                    |                    |

## Відомі персоналії
- Клаудія Лейтте — бразильська співачка.
- Матеус Дорія (* 1994) — бразильський футболіст.

## Галерея

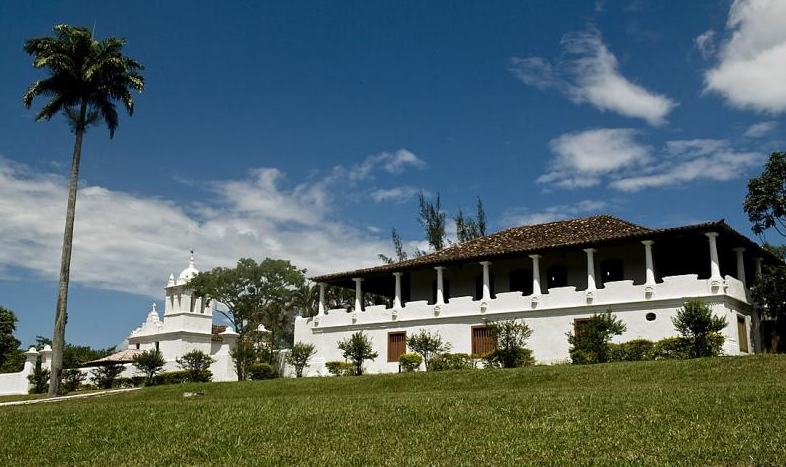
Фазенда до Колубанде (1618)